# Civil Cooperation Bureau
Das Civil Cooperation Bureau (CCB; afrikaans: Burgerlike Samewerkingsburo; deutsch etwa: „Ziviles Zusammenarbeitsbüro“) war eine Einheit der South African Defence Force (SADF), die mit verdeckten Operationen gegen Gegner des Apartheid-Regimes eingesetzt wurde. Die Mitglieder verübten zahlreiche Verbrechen, darunter Mordanschläge. Das CCB existierte von 1986 bis 1990.

## Geschichte

### Vorgeschichte und Gründung
In den 1970er Jahren nahm der staatliche Aufwand für Sicherheitsdienste in Südafrika sprunghaft zu. Im Staatshaushalt wuchs der Anteil für alle Geheimdienste von 1.842.500 Rand im Zeitraum 1968/1969 auf 5.320.500 Rand im Budget von 1969/1970. Die geheimdienstlichen Koordinierungsaufgaben konzentrierten sich zunehmend beim Premierminister und bestanden aus drei Sektoren. Das waren ein militärischer Geheimdienst im Bereich des Oberkommandos der Streitkräfte, das Büro für Staatssicherheit (South African Bureau of State Security, abgekürzt BOSS) und eine Sicherheitsabteilung bei der Südafrikanischen Polizei in der Verantwortung des Polizeikommandeurs. Als Anzeichen für ein weiteres Voranschreiten der Militarisierung der südafrikanischen Innen- und Außenpolitik gilt die Einrichtung des State Security Council unter Premierminister Balthazar Johannes Vorster. Durch Pieter Willem Botha wandelte sich seit 1979 die Rolle dieses Regierungsgremiums von einer beratenden Funktion hin zu einer Entscheidungsinstanz, die stets vor den Kabinettssitzungen zusammenkam. Aus den Reihen der parlamentarischen Opposition gab es 1980 kritische Stimmen zur Medienbeeinflussung durch das Militär, wonach sie als ausschließlich positive und dadurch einseitige Darstellung wahrgenommen wurde.
Das CCB wurde 1986 auf Initiative des damaligen Verteidigungsministers Magnus Malan gegründet. Zuvor oder gleichzeitig gab es ähnliche Einrichtungen, die ebenfalls im Geheimen operierten, neben dem bereits genannten BOSS, das Seventh Medical Battalion unter Wouter Basson bzw. das Project Coast, die für die Entwicklung von biologischen und chemischen Waffen zuständig waren, die Einheit Witdoeke, das Project Barnacle in Südwestafrika (heute Namibia) und die Einheit D40, die beide als Vorläufer des CCB gelten, und die Polizeieinheit Vlakplaas, die zeitweise parallel zum CCB Mordanschläge durchführte.
Ferner unterhielt Südafrika die Division V mit einem Agentennetz in afrikanischen Staaten, um dort destabilisierende Aktionen in der Grauzone zwischen diplomatischen und militärischen Handlungsperspektiven vorzubereiten oder dabei kooperationsbereite Kräfte dieser Länder zu unterstützen. Dafür standen Strukturen der SADF und von BOSS zur Verfügung.
Neben dem CCB gab es in der SADF das Directorate of Covert Collection (DCC, etwa: „Direktorat der verdeckten Sammlung“). Der National Strategic Intelligence Act (Act No. 39 / 1994) definiert covert collection wie folgt: „… means the acquisition of information which cannot be obtained by overt means and for which complete and continuous secrecy is a requirement.“ (deutsch etwa: … meint die Gewinnung von Informationen, welche nicht offen erlangt werden können und für die eine vollständige und kontinuierliche Geheimhaltung Voraussetzung ist.)

### Struktur
Das CCB gehörte zu den Special Forces, tarnte sich aber als Privatunternehmen. Die Existenz des CCB wurde erst 1990 von der Afrikaans-sprachigen Zeitung Vrye Weekblad aufgedeckt. An der Spitze stand der Chairman (etwa: „Vorstandsvorsitzender“). Dies war bis Anfang 1989 der Major-General Joep Joubert, dann der Major-General Eddie Webb. Er unterstand lediglich dem Chief of the SADF. Das Board of Management – formal der Vorstand – bestand aus Directors („Direktoren“). Der Managing Director war Joe Verster. Die Einheit war in acht Regions aufgeteilt, die von je einem Regional Director geleitet wurden, denen jeweils ein Co-ordinator unterstand.
- Region 1: Botswana
- Region 2: Mosambik, Swasiland
- Region 3: Lesotho
- Region 4: Angola, Sambia, Tansania
- Region 5: international, Europa
- Region 6: Südafrika
- Region 7: Simbabwe
- Region 8: Südwestafrika
- Als Region 9 wurde die Abteilung für Logistik, als Region 10 die Verwaltungsabteilung bezeichnet.[2]

Jede „Region“-Abteilung bestand aus rund 6 bis 26 Mitgliedern. Die Region 6 wurde erst 1988 eingerichtet.
Die südafrikanische Regierung wurde als Controlling Trust („Aufsichtsrat“) bezeichnet. Außerdem gab es Shareholders („Aktionäre“) und Clients („Kunden“). Der Codename des CCB war Triplane, die Bezeichnung CCB wurde nur intern verwendet.
Die Mitglieder des CCB mussten zur Tarnung eine weitere Beschäftigung ausüben, etwa als Privatdetektiv oder im Import/Export. Eventuelle Gewinne aus diesen Unternehmen blieben den Mitgliedern erhalten. Diese Tätigkeit musste zur Genehmigung mit einem blue plan („blauer Plan“) eingereicht werden. Aktionen im Rahmen des CCB mussten mit einem red plan („roter Plan“) beantragt werden. Sie waren oft kriminell. Falls die Möglichkeit oder Absicht bestand, bei den Aktionen Personen zu töten, musste die Genehmigung des Chief of the SADF bzw. des Chief of Defence Force Staff eingeholt werden.

### Aktionen
Der frühere CCB-Mitarbeiter Hans Louw sagte 2003 aus, dass das CCB im Oktober 1986 am "Abschuss" eines Passagierflugzeuges in den Lebombo-Bergen beteiligt war, bei dem der damalige Präsident Mosambiks, Samora Machel, getötet wurde. Die Unfallursache ist bis heute nicht geklärt (siehe auch: Flugunfall einer mosambikanischen Tupolew Tu-134 1986). Die meisten Aktionen des CCB fanden von 1988 bis 1990 statt. Zu den Verbrechen gehörten Mordanschläge, Vergiftung von Trinkwasser und Einschüchterungsversuche. Zu den Mordopfern gehörten der SWAPO-Politiker Anton Lubowski und der Wissenschaftler David Webster, dessen Mörder Ferdinand Barnard war. Missglückte Mordanschläge wurden unter anderem ausgeführt auf Albie Sachs (er verlor dabei einen Arm), Nelson Mandelas Anwalt Abdullah Omar, den Priester Michael Lapsley (er verlor beide Hände) und den Prediger Frank Chikane. Der Versuch, das Trinkwasser durch Cholera-Bakterien zu vergiften, erfolgte in einem Flüchtlingscamp in Südwestafrika. Im Garten des Erzbischofs und Friedensnobelpreisträgers Desmond Tutu in Kapstadt wurde der Fötus eines Pavians aufgehängt, um Tutu einzuschüchtern. Der finnische UNO-Unter-Generalsekretär Martti Ahtisaari entging 1989 nur knapp einem Anschlag, bei dem er ernsthaft verletzt werden sollte. Geplant waren außerdem Mordanschläge unter anderem auf Winnie Mandela, Joe Slovo, Allan Boesak und Desmond Tutu.
Die Arbeit des CCB war von zahlreichen Fehlschlägen geprägt. Der Mitarbeiter Edward Gordon, der Abdullah Omar ausspionieren und durch ausgetauschte Tabletten töten sollte, täuschte seinen Einsatz nur vor, da er – nach eigenen Angaben – Omar bewunderte. Auch der Plan, den End-Conscription-Campaign-Aktivisten Gavin Evans zu ermorden, scheiterte an Gordons Verweigerungshaltung. Gordon wurde allerdings 1991 tot an einer Autobahn gefunden. Das CCB hatte wegen seiner isolierten Position keinen Zugang zu den Daten der Geheimdienste und war daher oft schlecht informiert. Das jährliche Budget betrug 28 Millionen Rand, von dem viel Geld für Fehlschläge verloren ging. So verspielte ein Agent in Swasiland 480.000 Rand in einem Kasino.
Zur Durchführung eines Anschlags gehörte eine feste Prozedur.
- Schritt 1: Eine Person oder Gruppe wurde als feindliches Ziel ausgemacht.
- Schritt 2: Ein Projekt wurde geplant, das vom Co-ordinator genehmigt werden musste.
- Schritt 3: Die Zielperson und mögliche Anschlagsorte wurden ausspioniert.
- Schritt 4: Der ausgearbeitete Plan wurde dem Managing Director unterbreitet, der ihn genehmigen musste. In diesem Fall wurden die nötigen Geldmittel bereitgestellt, üblicherweise als Bargeld.[23]
- Schritt 5: Der Co-ordinator stellte Waffen, Munition und die nötige logistische Unterstützung bereit.
- Schritt 6: Die Tat wurde ausgeführt. Häufig warb man dazu Kriminelle an, die jedoch über die wahren Motive der Tat und die Existenz des CCB im Unklaren gelassen wurden.[2]

Zu den Mitarbeitern des CCB gehörte Eeben Barlow, der zeitweise die Region 5 führte und während dieser Zeit das Unternehmen Executive Outcomes gründete, das als verdeckter Waffeneinkäufer unter Embargobedingungen tätig war. Der frühere Polizist Abram „Slang“ van Zyl leitete die Südafrika-Region. Giftige Substanzen lieferte das Seventh Medical Battalion.

### Auflösung und Nachwirkungen
1990 wurde das CCB durch Veröffentlichungen im Vrye Weekblad und dem Star als Unterorganisation der SADF enttarnt. Anschließend wurden zahlreiche CCB-Mitarbeiter von Polizisten verhört.
In diesem Zusammenhang entwickelte sich ein Bild von der Einbindung des CCB in die Befehlsketten der Streitkräfte, wonach zahlreiche Generäle und der Verteidigungsminister Magnus Malan von der Existenz dieser Einheit Kenntnis gehabt haben mussten und sie kontrolliert hatten. Malan räumte zu diesem Zeitpunkt ein, dass diese Einheit Aufgaben innerhalb nachrichtendienstlicher Zwecke verbunden mit der Unterwanderung anderer Strukturen erfüllt habe, ohne von ihm Aufträge für Morde empfangen zu haben. Im August 1990 erfolgte nach den Veröffentlichungen der im Februar 1990 eingesetzten Harms-Kommission die Auflösung des CCB. Viele Mitglieder arbeiteten fortan in anderen Sicherheitsbehörden oder wurden pensioniert. Nur wenige Mitarbeiter des CCB wurden für ihre Taten verurteilt.
Die Aktivitäten des CCB waren Gegenstand der Verhandlungen der südafrikanischen Wahrheits- und Versöhnungskommission (TRC), die ab 1996 tagte. Dabei wurden dem CCB zahlreiche Verbrechen nachgewiesen. Nur wenige ehemalige CCB-Mitarbeiter nannten wesentliche Details der Tätigkeit, etwa Abraham van Zyl und Ferdinand Barnard. Barnard wurde 1998 wegen mehrfachen Mordes zu einer Freiheitsstrafe von zweimal lebenslänglich plus 63 Jahren verurteilt. 2000 sagte er vor der TRC aus. Die TRC lehnte 2001 alle acht eingereichten Amnestiegesuche führender CCB-Mitarbeiter weitgehend ab, da deren Aussagen widersprüchlich und unglaubwürdig seien. Lediglich für das Anbringen des Pavian-Fötus in Tutus Garten wurde Amnestie gewährt.